# Estádio Aparecido Briante
O Estádio Municipal Aparecido Briante é um estádio de futebol localizado na cidade de São José do Rio Claro, no estado do Mato Grosso, tem capacidade para 2.500 pessoas.